# Les Sales Blagues de l'Écho
Les Sales Blagues de l'Écho est une série de bande dessinée humoristique de Philippe Vuillemin, connue pour son côté trash et provocateur, ainsi qu'une série télévisée inspirée de cette première.

## Albums
- Tome 1 - (01/1987)
- Tome 2 - (10/1989)
- Tome 3 - (03/1991)
- Tome 4 - (02/1993)
- Tome 5 - (1995)
- Tome 6 - (11/1996)
- Tome 7 - (05/1998)
- Tome 8 - (06/2000)
- Tome 9 - (11/2001)
- Tome 10 - (11/2002)
- Tome 11 - (11/2003)
- Tome 12 - (11/2004)
- Tome 13 - (12/2005)
- Tome 14 - (12/2006)
- Tome 15 - (06/2008)
- Tome 16 - (11/2011)
- Tome 17 - (09/2013)

## Série télévisée
La bande dessinée a été adaptée sous forme de série télévisée en 1995 sous le même nom.
Le dessin animé commence toujours par des petites phrases comme « Celle-là, je crois que j'la connais pas. », « Celle-là, je connais que le début. », « Celle-là m'a toujours fait marrer. », « Celle-là va plaire à ma mère. », « Et maintenant, on se détend. », « J'espère qu'on n'est pas mis sur écoute. », « Allez, maintenant, à table ! », « Merci à toute l'équipe, c'est bien. », « Bon bah alors, ça y est ? Ça commence ? Ça commence ? Mais non, ça commence pas. Mais pourquoi ça commence pas ? Mais qu'est-ce qui se passe ? Pourquoi ça commence pas ? Ah ? Bon... Ça y est, ça commence.  », etc.

### Fiche technique
- Réalisateur : Francis Nielsen
- Scénariste : Philippe Vuillemin
- Directeur artistique : Philippe Vuillemin
- Acteurs de doublage : Marie Vincent, François Jérosme, Jean-Claude Donda

### Saison 1 (1995)
Les Sales Blagues de l'Écho :
- 1 : Les martiens sont là
- 2 : Je veux un vélo
- 3 : La culotte enchantée
- 4 : La bonne fée
- 5 : C'est qui Riri
- 6 : Paris Dakar
- 7 : Tchi-tchi
- 8 : Le vomi
- 9 : Le renard et l'âne
- 10 : Le tir forain
- 11 : Docteur Vapona
- 12 : La chaussette qui parle
- 13 : L'ours et le lapin
- 14 : Le petit lutin de la forêt
- 15 : Le dimanche de la mort
- 16 : Dieu
- 17 : Le suppositoire
- 18 : Le pet
- 19 : Le couvent
- 20 : Le pépé
- 21 : Le paradis
- 22 : C'est qui Bob
- 23 : Le bistrot
- 24 : La bite au rideau
- 25 : Le cabinet enchanté
- 26 : La cerise sur le gâteau

### Saison 2 (1998)
Les Sales Blagues de L'Écho - Round 2 :
- 1 : La grosse mite
- 2 : L'affaire du Canal St. Martin
- 3 : Un taxi pour l'enfer
- 4 : Fisc mon ami
- 5 : La triade maléfique
- 6 : Panique sur le Comblanchien
- 7 : Naufrage du Titanic
- 8 : La boule magique
- 9 : L'enfer du jeu
- 10 : Le prince des ténèbres
- 11 : Charter pour l'enfer
- 12 : Poussière tu es poussière...
- 13 : Le Gatt en folie
- 14 : L'oignon qui pleure
- 15 : Chronique du monde rural
- 16 : Le cerveau cet inconnu
- 17 : Le rabbin télépathe
- 18 : La colère de Yahve
- 19 : Un doigt de délicatesse
- 20 : Pas de pitié pour le public
- 21 : Rions dans le cosmos
- 22 : Quand on aime on ne compte pas
- 23 : Les aventures de Jack et Kérouak
- 24 : Mort aux vaches
- 25 : Le poulailler de la mort
- 26 : La boule du démon
- 27 : Le mystère rôde